# 川間駅

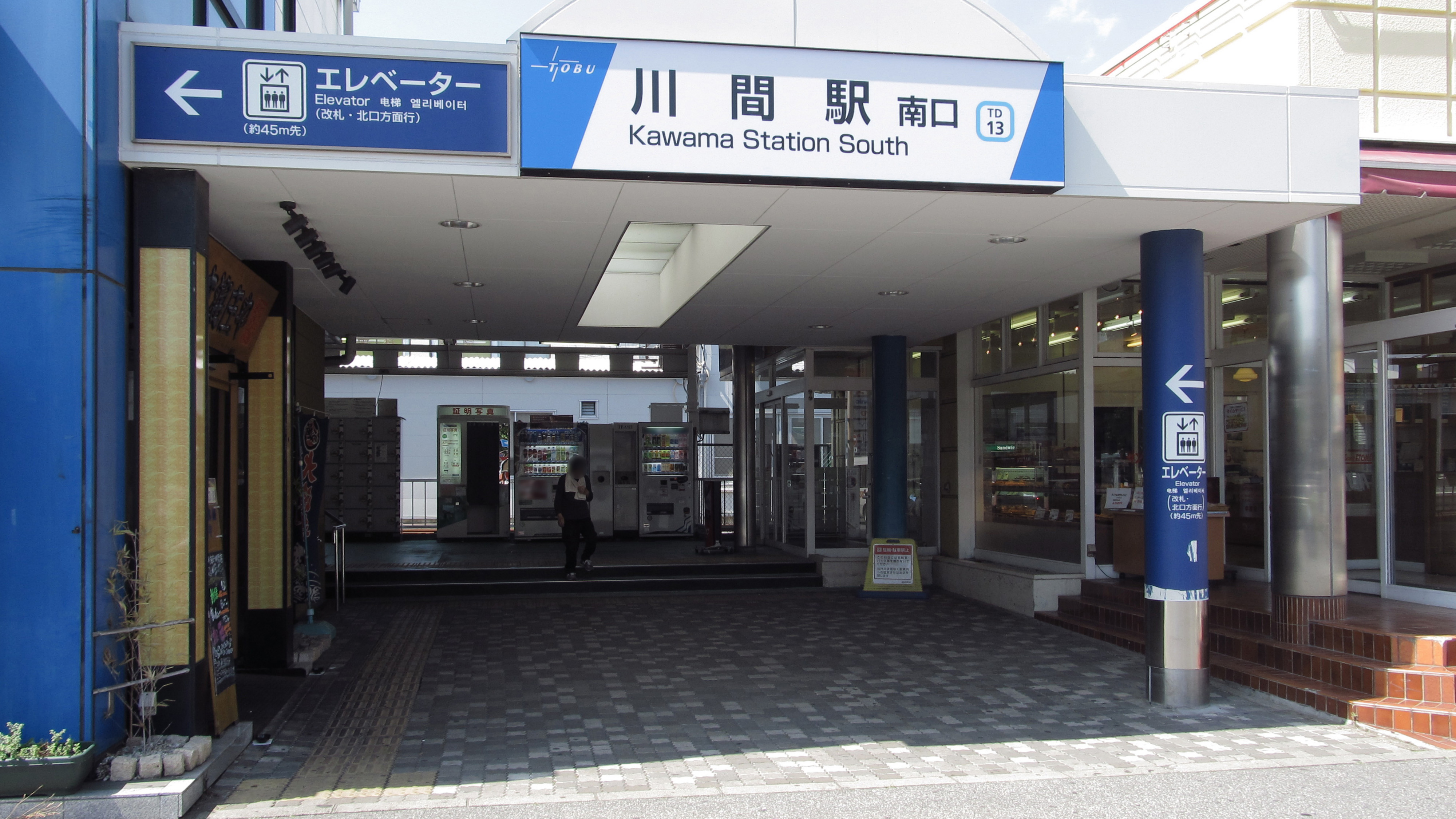
南口（2013年5月）

川間駅（かわまえき）は、千葉県野田市尾崎にある、東武鉄道野田線（東武アーバンパークライン）の駅である。駅番号はTD 13。千葉県最北端に位置する駅である。

## 歴史
- 1930年（昭和5年）10月1日：総武鉄道野田線清水公園駅 - 粕壁駅（現・春日部駅）間開通時に開設[1]。現在地へ移転した野田町駅（現・野田市駅）より旧駅駅舎を移築転用した[2]。
- 1944年（昭和19年）3月1日：陸上交通事業調整法に基づき、東武鉄道が総武鉄道を吸収合併、同社野田線の駅となる。
- 1970年（昭和45年）：駅舎改築[2]。
- 2009年（平成21年）3月23日：発車メロディ導入。

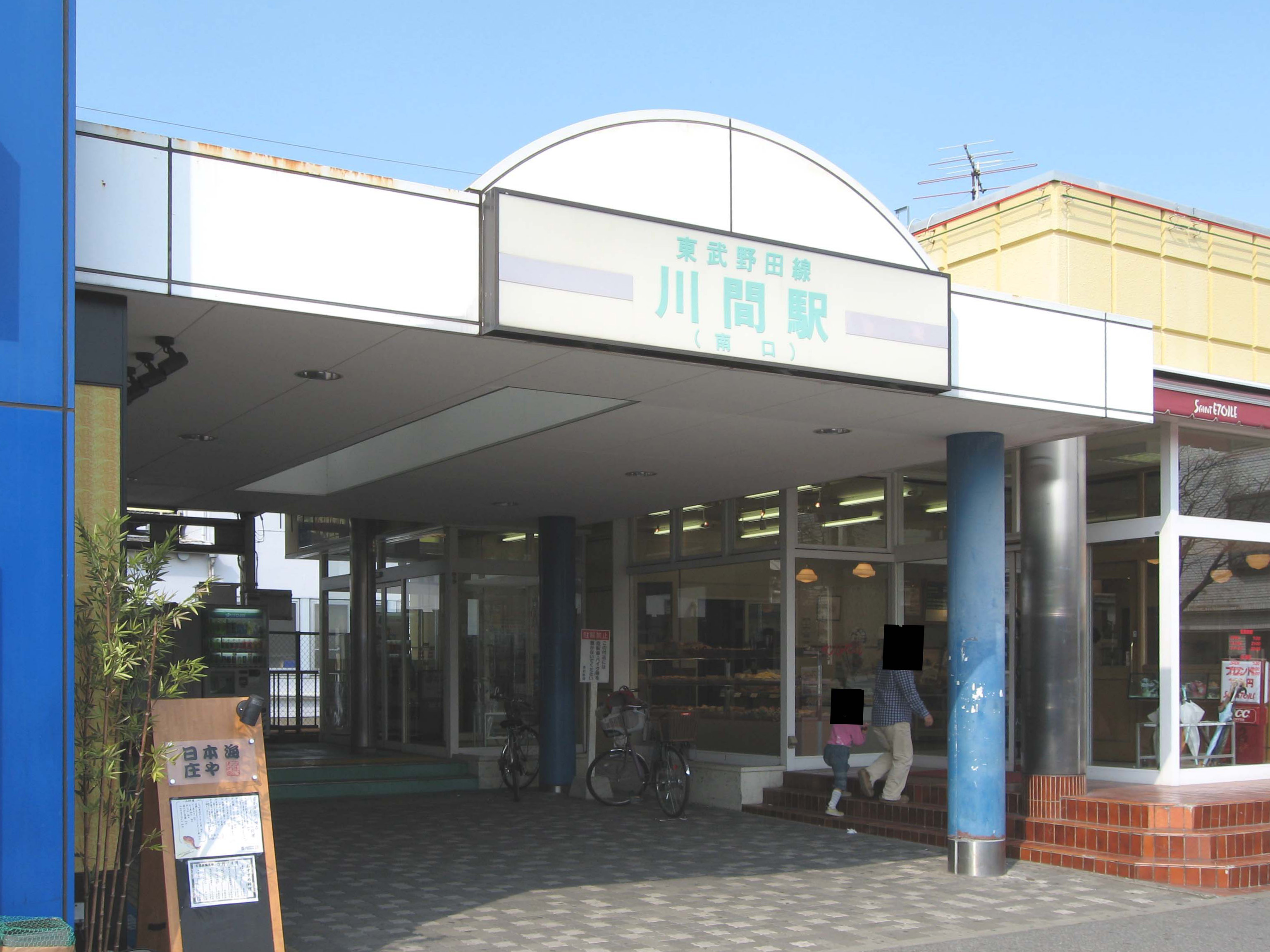
南口 旧駅名看板（2007年3月）
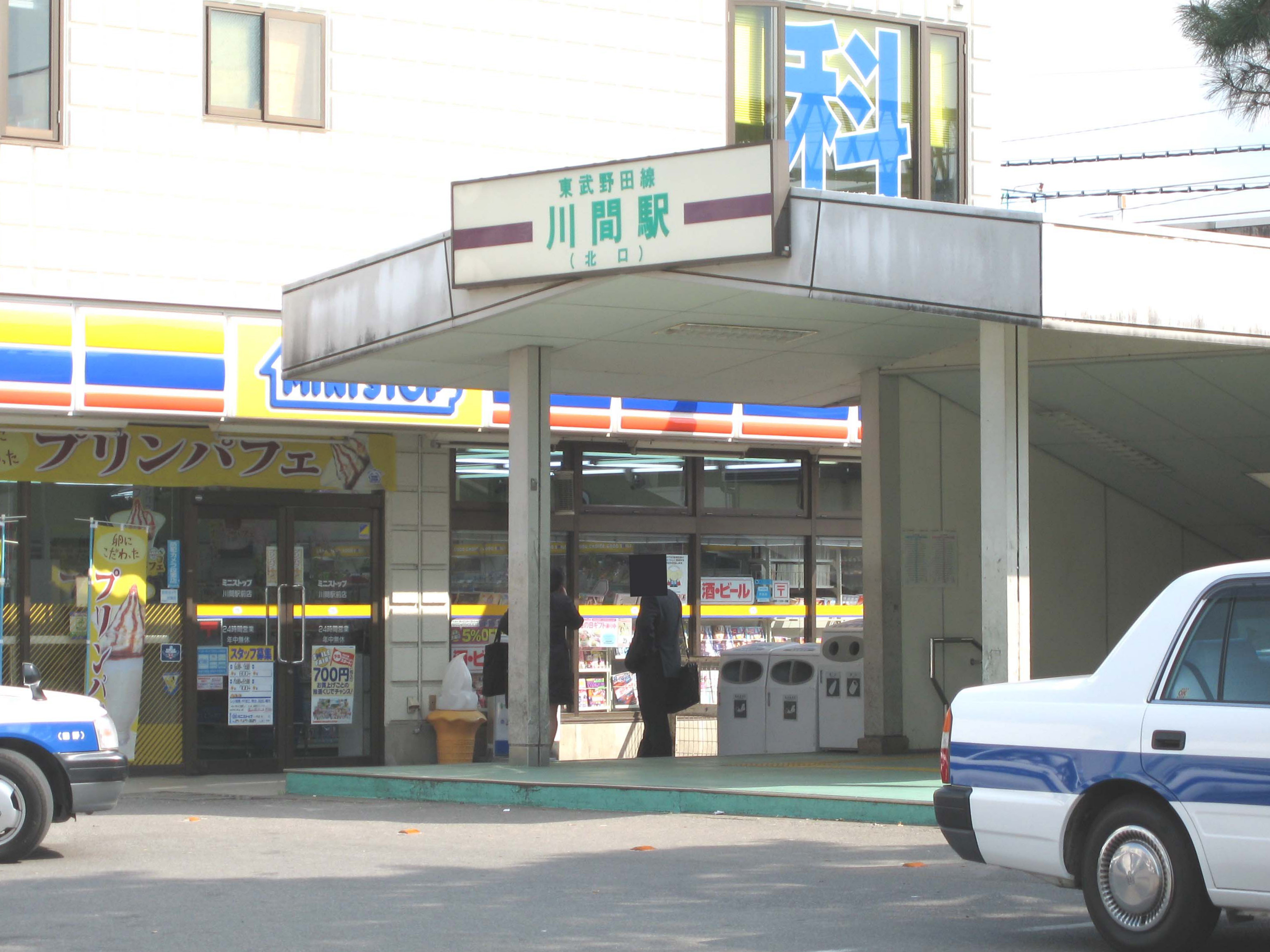
北口 旧駅名看板（2007年3月）
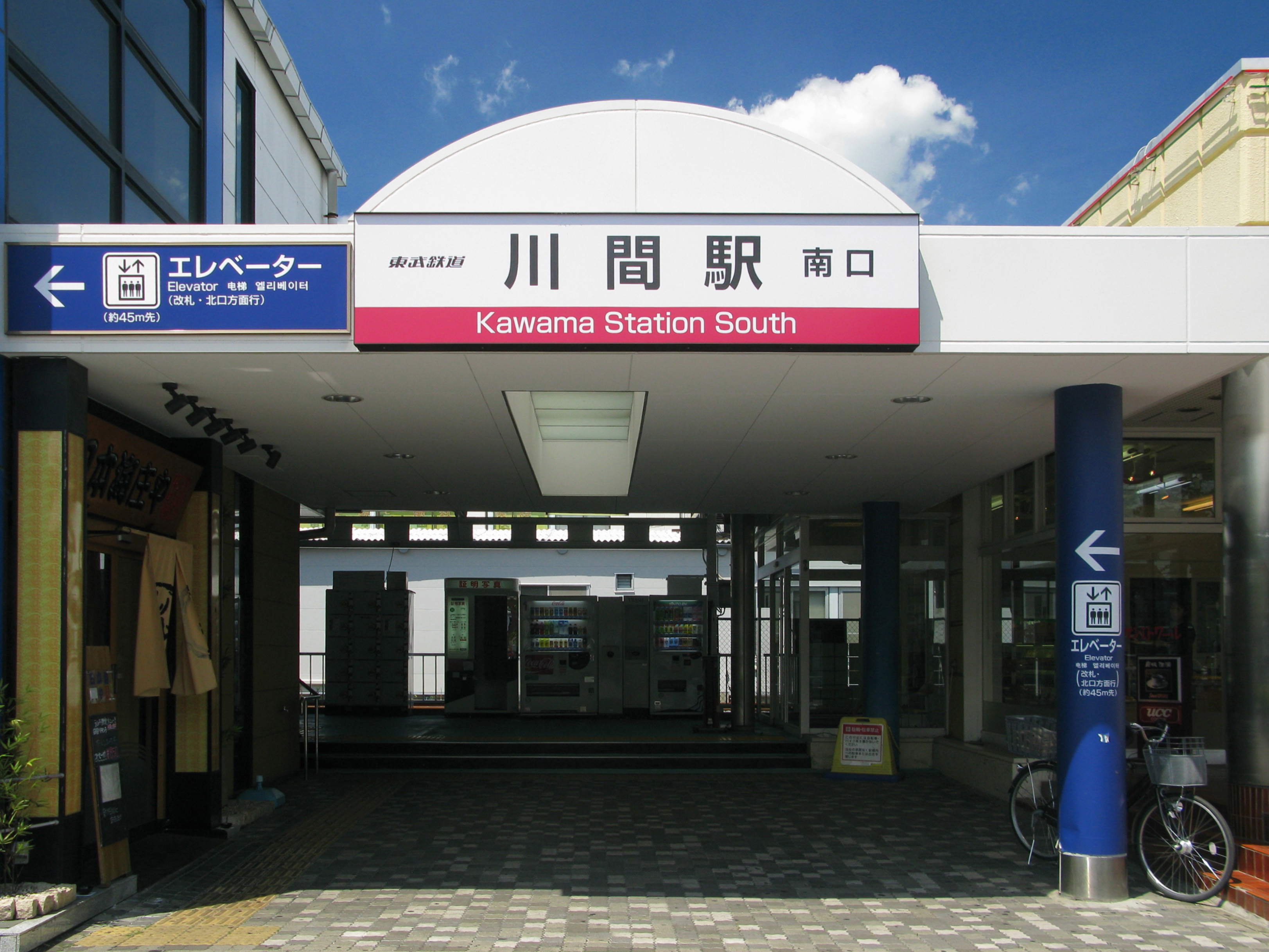
南口 旧駅名看板（2012年8月）
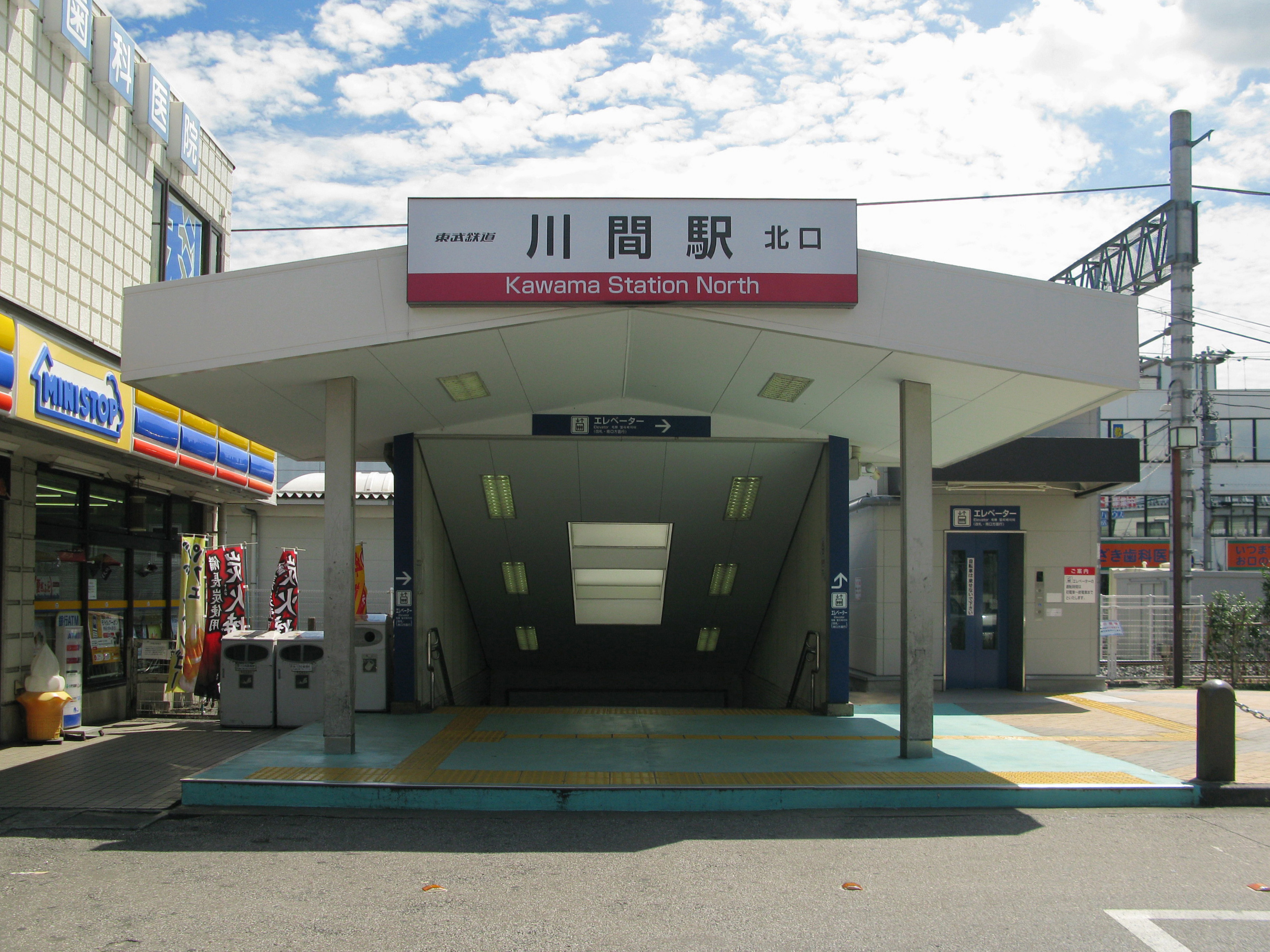
北口 旧駅名看板（2012年8月）

### 駅名の由来
江戸川と利根川間に位置する所から、1889年（明治22年）に旧中里・東金野井・船形・尾崎の4ヶ村を合併した折に東葛飾郡川間村と命名され、1957年（昭和32年）に野田市へ編入された。駅が出来たのは1930年（昭和5年）で、駅名は旧村名が生かされて命名されたとされる。

## 駅構造
島式ホーム1面2線を有する列車交換可能な地上駅。駅南北を連絡する地下道中間から階段を上った所に駅舎があり、駅舎からは船橋方面にホームが伸びる形態である。
南桜井駅・梅郷駅同様場内を延長し、交換停車時間削減を図っている駅である。当駅の場合は大宮方場内を延長し、下り線のみ第二場内信号機まで設置されている。
開設当初は、改札内に汲取り式トイレが設置されていたが、1993年（平成5年）頃より水洗式トイレとなり、以降は改札外に設置されている。その後は2010年度（平成22年度）にエレベーターと多機能トイレを新設し、駅構内のバリアフリー化が図られており、2015年度（平成27年度）には北口駅前広場が整備された。
駅構内の店舗には改札外にミニストップ川間駅前店、日本海庄や川間店、歯科、ベーカリーカフェなどがある。

### のりば
| 番線 | 路線                     | 方向 | 行先     |
| ---- | ------------------------ | ---- | -------- |
| 1    | 東武アーバンパークライン | 下り | 柏方面   |
| 2    | 東武アーバンパークライン | 上り | 大宮方面 |

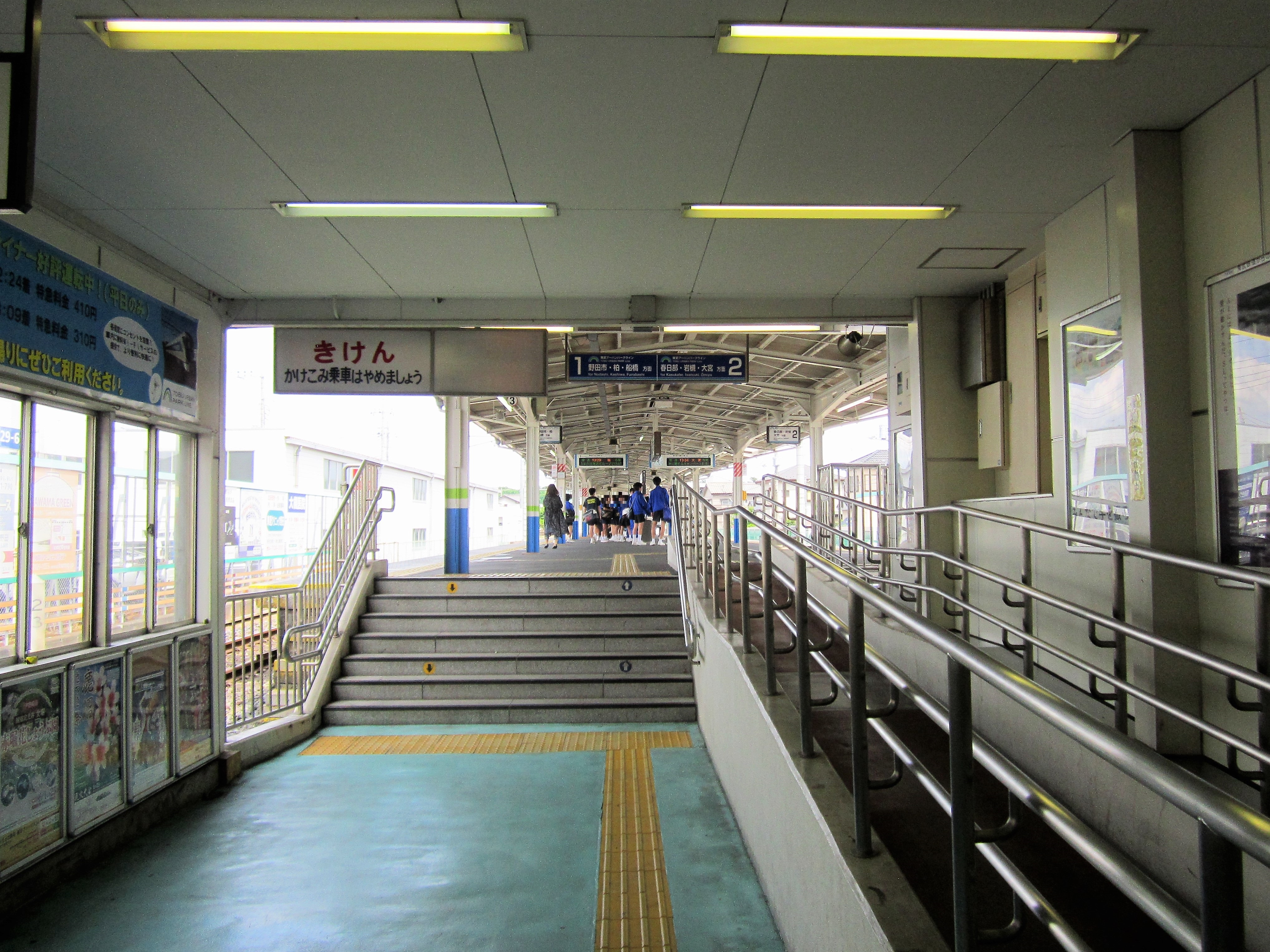
駅構内（2019年5月）
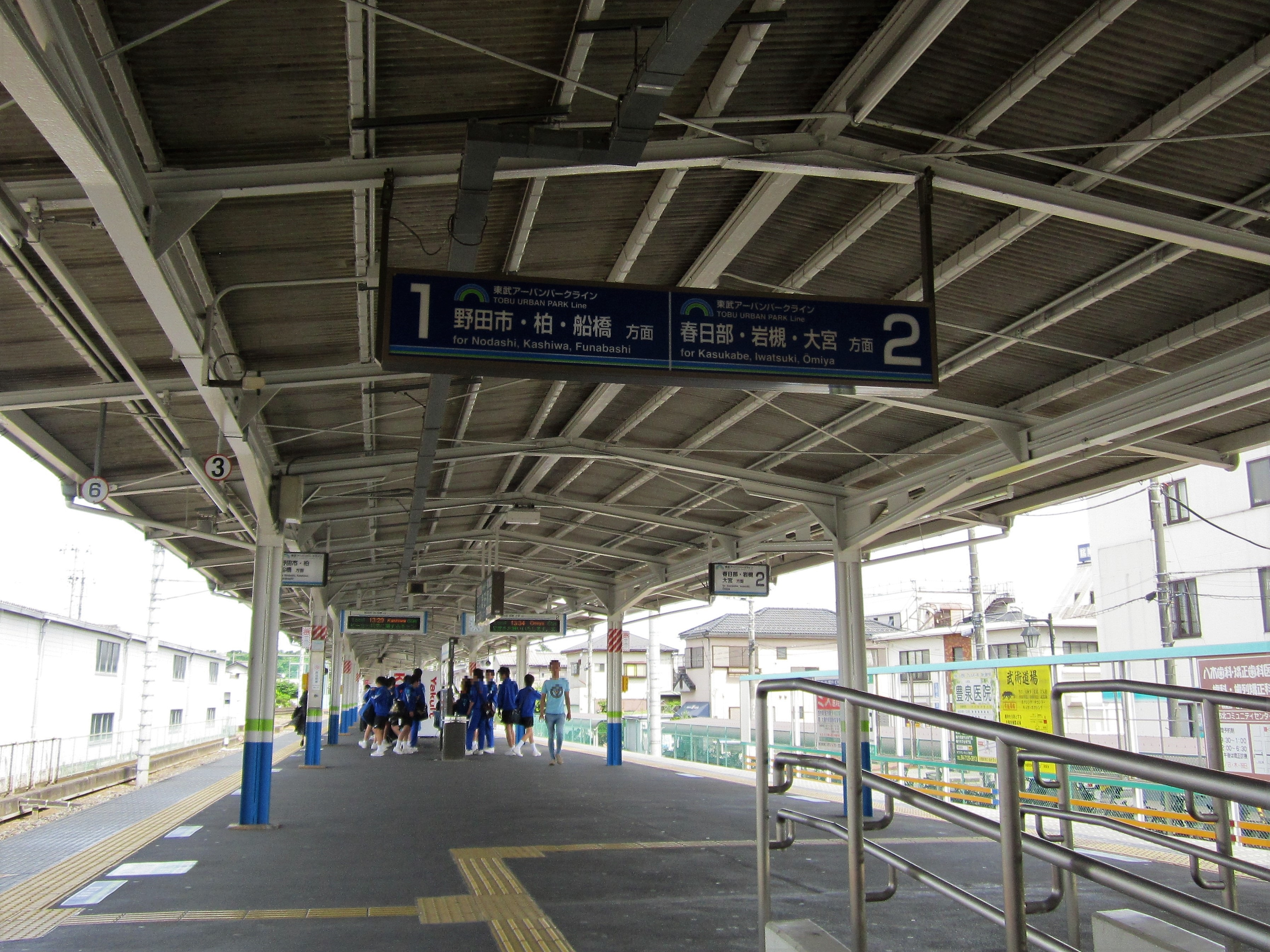
駅ホーム（2019年5月）

## 利用状況
2024年度（令和6年度）の1日平均乗降人員は15,867人である。野田市内で最も乗降人員が多い。
近年の1日乗降・乗車人員の推移は以下の通り。
| 年度               | 1日平均 乗降人員 | 1日平均 乗車人員 | 出典       |
| ------------------ | ---------------- | ---------------- | ---------- |
| 2001年（平成13年） | 20,556           | 10,292           |            |
| 2002年（平成14年） | 20,148           | 10,074           |            |
| 2003年（平成15年） | 19,677           | 9,845            |            |
| 2004年（平成16年） | 19,268           | 9,649            |            |
| 2005年（平成17年） | 19,106           | 9,570            |            |
| 2006年（平成18年） | 19,168           | 9,592            |            |
| 2007年（平成19年） | 19,084           | 9,599            |            |
| 2008年（平成20年） | 18,974           | 9,547            |            |
| 2009年（平成21年） | 18,504           | 9,289            |            |
| 2010年（平成22年） | 18,247           | 9,166            |            |
| 2011年（平成23年） | 18,058           | 9,028            |            |
| 2012年（平成24年） | 18,067           | 9,021            |            |
| 2013年（平成25年） | 17,982           | 8,985            |            |
| 2014年（平成26年） | 17,322           | 8,679            |            |
| 2015年（平成27年） | 17,310           | 8,685            |            |
| 2016年（平成28年） | 17,028           | 8,605            |            |
| 2017年（平成29年） | 17,286           | 8,718            |            |
| 2018年（平成30年） | 17,328           | 8,740            |            |
| 2019年（令和元年） | 17,065           |                  |            |
| 2020年（令和02年） | 13,136           |                  | [ 東武 3 ] |
| 2021年（令和03年） | 14,090           | 7,110            | [ 東武 4 ] |
| 2022年（令和 4年） | 15,204           | 7,680            | [ 東武 5 ] |
| 2023年（令和05年） | 15,646           | 7,898            | [ 東武 6 ] |
| 2024年（令和06年） | 15,867           | 8,023            | [ 東武 1 ] |

## 駅周辺
駅周辺は東武鉄道開発によるものも含めて住宅地が広がり、また関宿地区（旧。東葛飾郡関宿町）方面への玄関口の1つでもある。北口駅前には千葉県道194号川間停車場線が走り、更に北側に国道16号、千葉県道17号結城野田線が走る。

### 北口

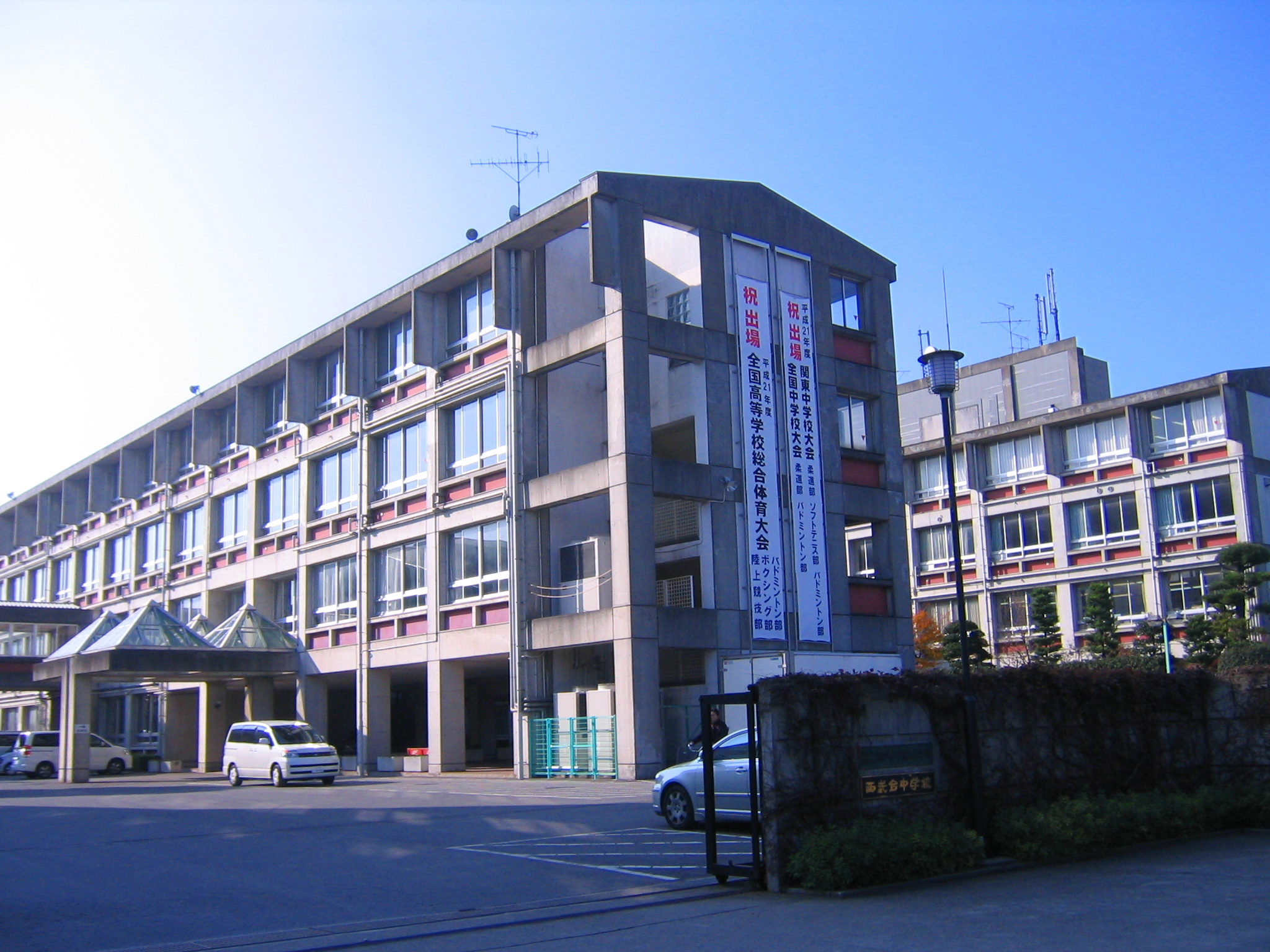
西武台千葉中学校・高等学校

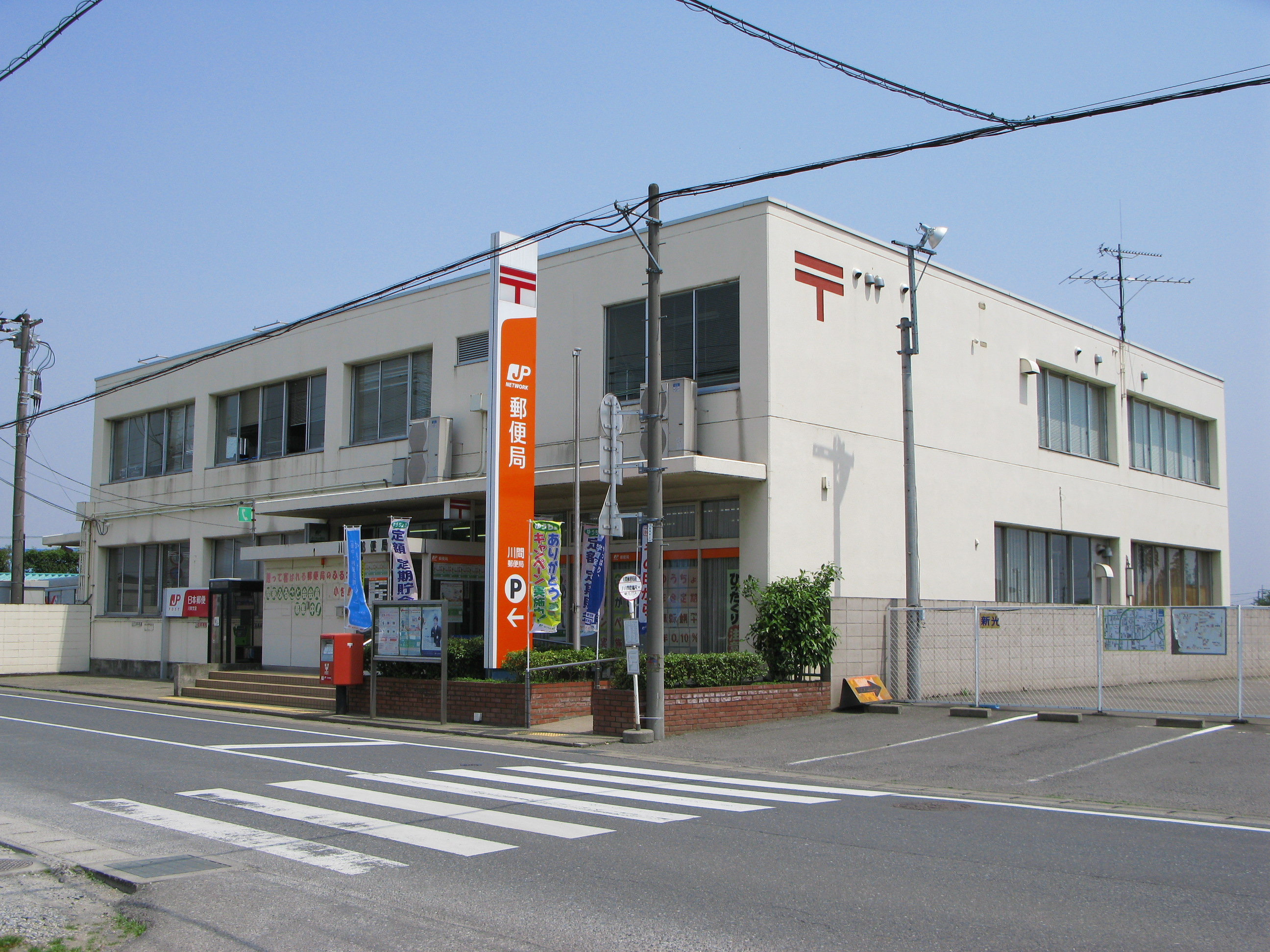
川間郵便局

駅を出て直ぐにタクシーのりば（主に丸川タクシー）がある。
- 西武台千葉中学校・高等学校
- 野田市立川間中学校
- 野田市立川間小学校
- 野田市立尾崎小学校
- 野田市川間体育館
- 野田市川間公民館
- 川間郵便局
- 京葉銀行 川間支店
- JAちば東葛 川間駅前支店（旧・JAちば県北店舗）
- エコスTAIRAYA 川間店
- ベルク 野田尾崎店
- ビッグ・エー 野田尾崎店
- イオンタウン野田七光台
  - マックスバリュ 野田七光台店
  - わくわく広場 イオンタウン野田七光台店
  - ザ・ダイソー イオンタウン野田七光台店
  - 七光台温泉
- TOBUファイン
  - くすりの福太郎 川間店
- セキ薬品 川間店
- コメリパワー 野田店
- スポーツDEPO 野田船形店
- ケーズデンキ 野田泉店
- ブックスエンドウ本店（書店）
- LIXIL 七光台事業所
- 千葉カントリークラブ 川間コース（徒歩約35分）
- 丸川タクシー

### 南口
- 野田市立岩名中学校
- 野田市立岩木小学校
- 野田市北コミュニティセンター
  - 野田市役所北出張所
  - 野田市北コミュニティ会館
  - 野田市立北図書館
- 野田警察署 川間駅前交番
- 野田岩名郵便局
- 千葉銀行 川間支店
- 業務スーパー 川間店
- ヨークマート 野田川間南店
- しまむら 川間店
- ゲオスーパーブックス 川間店
- マツモトキヨシ 川間南口店
- シティホテルカワマダイ
- 野田ミナトスイミングスクール
- 江戸川河川敷運動広場
- 明光義塾川間教室

## バス路線

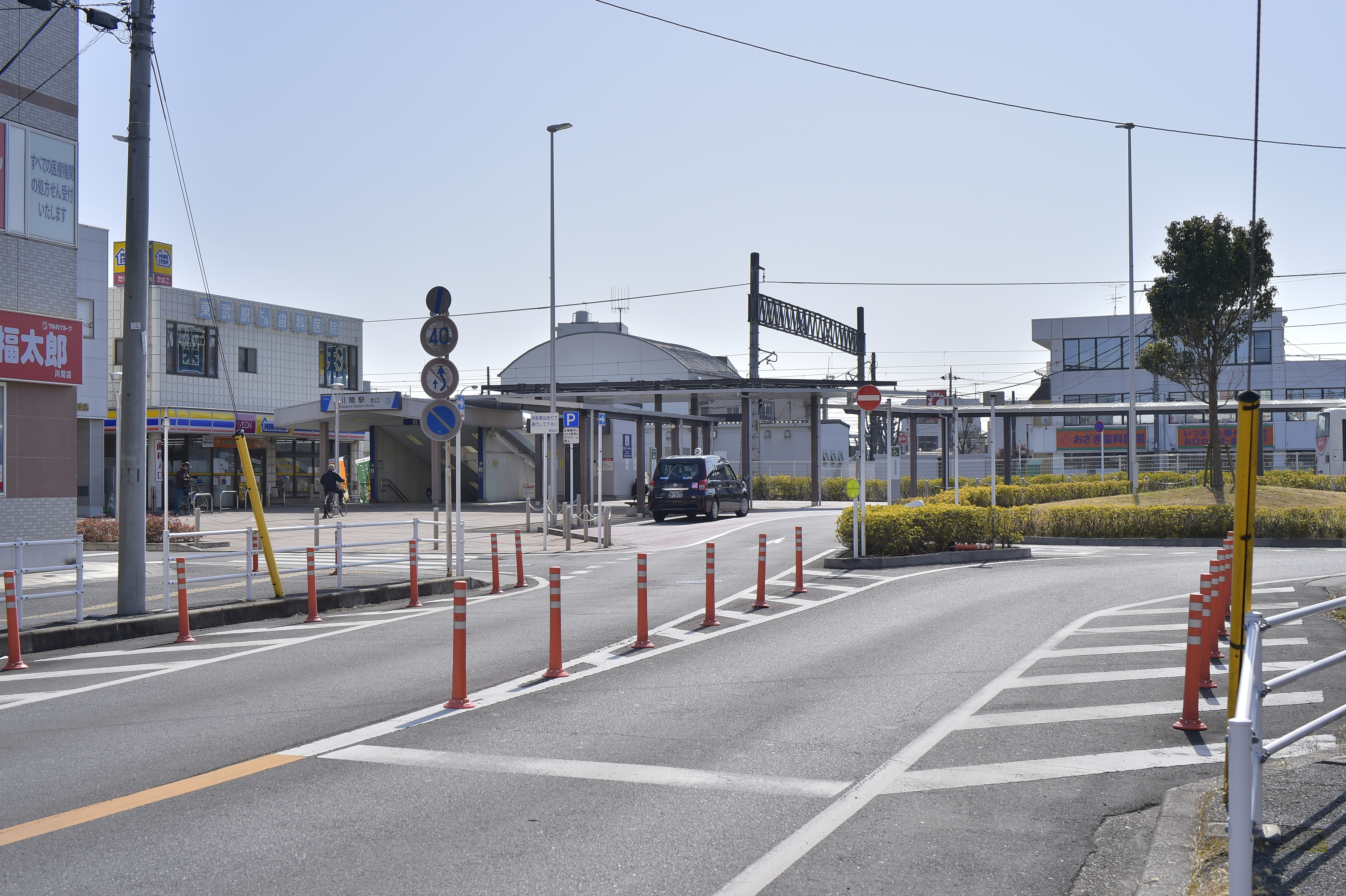
北口駅前ロータリー（2023年2月）

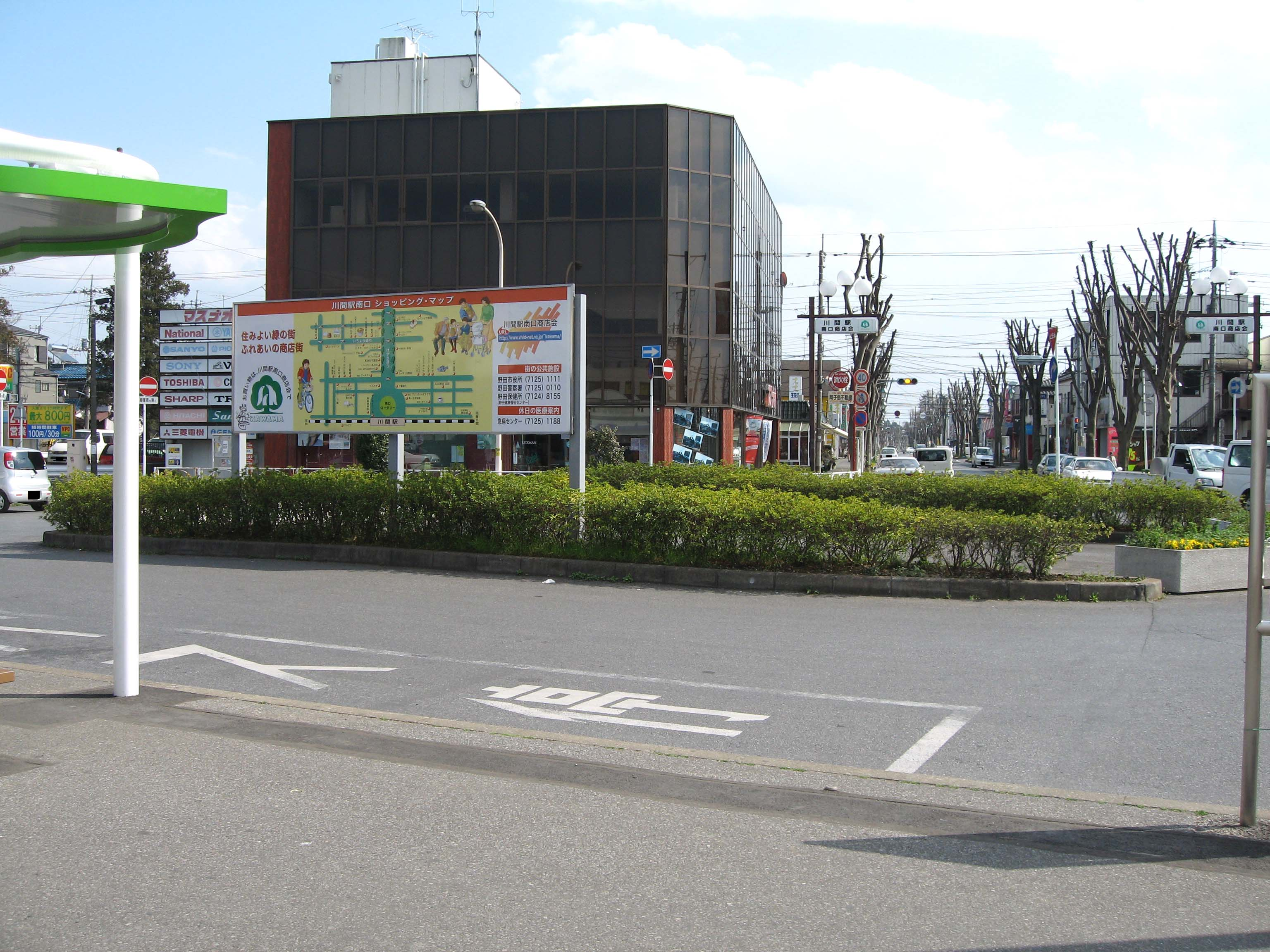
南口駅前ロータリー（2007年3月）

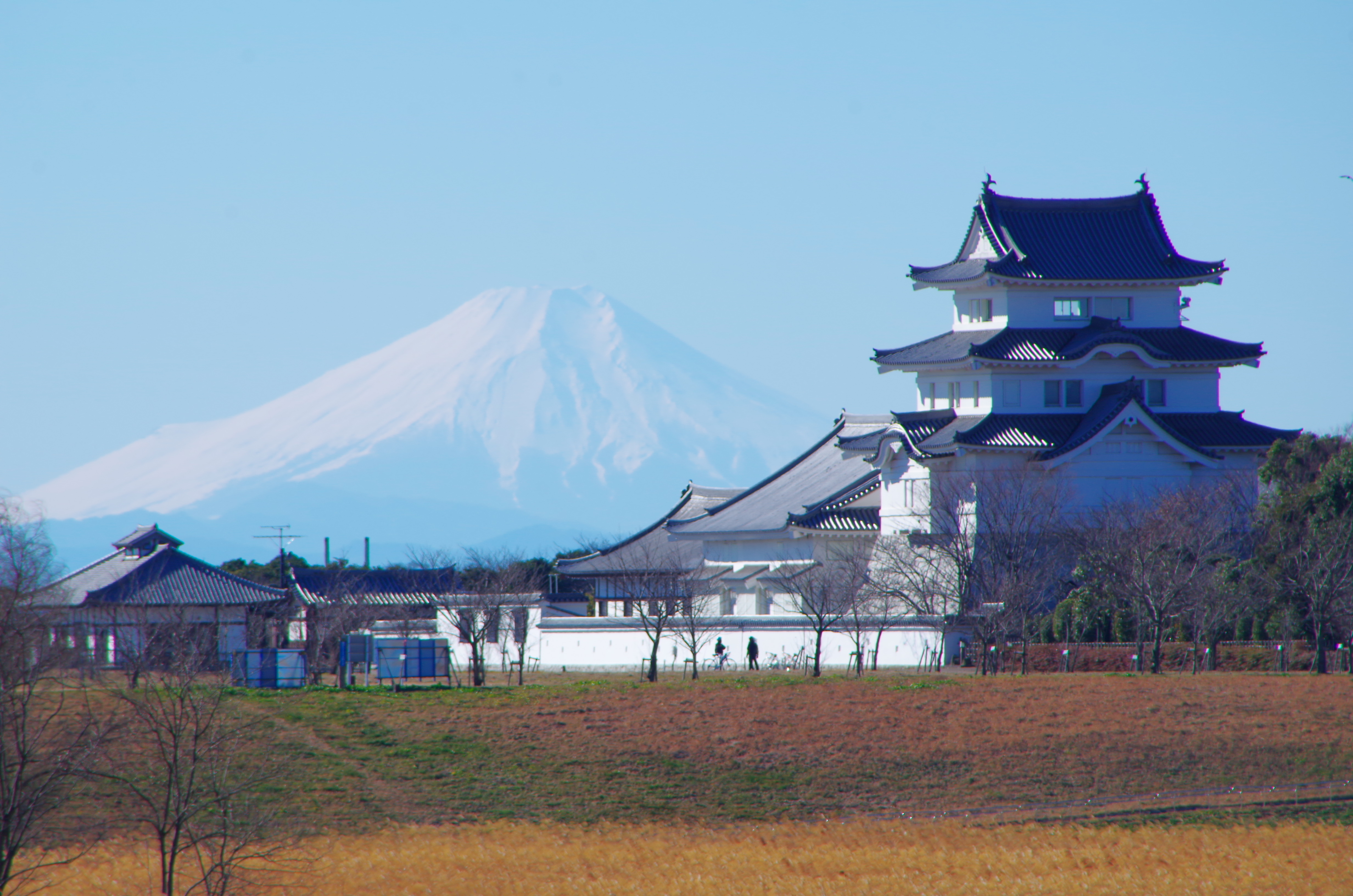
千葉県立関宿城博物館（関宿地区）

北口には野田市関宿地区・茨城県猿島郡境町方面への路線バスが、南口には野田市コミュニティバス「まめバス」が発着する。
| のりば         | 系統                                                                | 行先                                | 運行会社                             | 備考 |
| -------------- | ------------------------------------------------------------------- | ----------------------------------- | ------------------------------------ | ---- |
| 川間駅（北口） | KW04                                                                | 境車庫                              | 朝日自動車（境営業所）               |      |
| 川間駅（北口） | KW01                                                                | 関宿はやま工業団地                  | 朝日自動車（境営業所）               |      |
| 川間駅（北口） | KW02                                                                | 関宿中央ターミナル                  | 朝日自動車（境営業所）               |      |
| 川間駅（北口） | KW03                                                                | 東宝珠花                            | 朝日自動車（境営業所）               |      |
| 川間駅（北口） | 企業バス スクールバス                                               | 西武台千葉中学校・高等学校          | 関東自動車（千葉営業所）             |      |
| 川間駅（北口） | 企業バス スクールバス                                               | 野田病院                            |                                      |      |
| 川間駅（北口） | 企業バス スクールバス                                               | 岡田病院                            |                                      |      |
| 川間駅（北口） | 企業バス スクールバス                                               | 千葉カントリークラブ川間コース      |                                      |      |
| 川間駅（南口） | - 2 北ルート関宿（七光台経由） - 3 北ルート関宿（イオンタウン経由） | 関宿中央ターミナル                  | まめバス（朝日自動車境営業所）       |      |
| 川間駅（南口） | 4 新北ルート                                                        | いちいのホール / 野田市役所         | まめバス（茨城急行自動車松伏営業所） |      |
| 川間駅（南口） | 5 北ルート清水                                                      | 野田市役所 / イオンタウン野田七光台 | まめバス（茨城急行自動車松伏営業所） |      |
| 川間駅（南口） | 6 北ルート堤台                                                      | 野田市役所                          | まめバス（茨城急行自動車松伏営業所） |      |
| 川間駅（南口） | 7 中ルート                                                          | 堆肥センター入口                    | まめバス（茨城急行自動車松伏営業所） |      |
| 川間駅（南口） | 企業バス スクールバス                                               | 野田自動車教習所                    |                                      |      |
| 川間駅（南口） | 企業バス スクールバス                                               | USS東京                             | みず季野観光                         |      |
| 川間駅（南口） | 企業バス スクールバス                                               | キッコーマン総合病院                |                                      |      |
| 川間駅（南口） | 企業バス スクールバス                                               | 小張総合病院・小張総合クリニック    |                                      |      |
| 川間駅（南口） | 企業バス スクールバス                                               | 御老公の湯境店                      |                                      |      |
| 川間駅（南口） | 企業バス スクールバス                                               | 協栄流通船形グロサリー集品センター  | マルノウチディーエス（野田支店）     |      |

## 隣の駅
東武鉄道
 東武アーバンパークライン
■急行・■区間急行・■普通
南桜井駅 (TD 12) - 川間駅 (TD 13) - 七光台駅 (TD 14)

### 利用状況
東武鉄道の1日平均利用客数
1. 1 2 3  『駅別乗降人員 2024年度』（PDF）（レポート）東武鉄道、10頁。オリジナルの2025年5月19日時点におけるアーカイブ。2025年5月29日閲覧。
2. ↑  “駅情報（乗降人員）”.   東武鉄道. 2024年9月29日閲覧。
3. ↑  「駅一覧」『東武会社要覧2021』（pdf）（レポート）東武鉄道、69頁。オリジナルの2022年4月19日時点におけるアーカイブ。
4. ↑  『駅別乗降人員 2021年度』（PDF）（レポート）東武鉄道、2024年、10頁。オリジナルの2024年5月18日時点におけるアーカイブ。
5. ↑  『駅別乗降人員 2022年度』（PDF）（レポート）東武鉄道、2024年、10頁。オリジナルの2024年9月8日時点におけるアーカイブ。
6. ↑  『駅別乗降人員 2023年度』（PDF）（レポート）東武鉄道、2024年、10頁。オリジナルの2024年9月8日時点におけるアーカイブ。